# Lindnerova vila
Lindnerova vila (německy: Villa Karl Lindner) se nachází v ulici Čajkovského (dříve Humboldtova/Humboldstrasse) v Ústí nad Labem. Vilu z roku 1905 s prvky historismu, secese a lidového stavitelství navrhl architekt Anton Kunert. Od 90. let je neudržovaná a v havarijním stavu, kdy jí chybí téměř celá střecha a propadly se stropy. Některé detaily a fasáda jsou však dosud dobře dochované. Vila se také stala oblíbeným místem fanoušků urbexu.

## Historie
Vila byla postavena v roce 1905 pro hlavního pokladního místní spořitelny Karla Lindnera. Pro návrh vily Lindner zorganizoval užší soutěž, ve které zvítězil mostecký architekt Anton Kunert. V sousedství vily se nacházely honosné domy tehdejší ústecké smetánky. Jedním ze sousedů byl např. tehdejší uhelný magnát a mecenáš Hans Weinmann. Lindner se svým sousedům svými majetkovými poměry nemohl rovnat, čemuž odpovídá i umístění domu na úzké parcele ve svahu. Dům pro manžele, jejich tři děti a služebnou nebyl ani příliš rozlehlý. Z hlediska architektury je však dům velmi unikátní, neboť v sobě snoubí vlivy historismu, secese a lidového stavitelství.
Později v domě z Lindnerových dětí zůstala pouze dcera Juliana, která pracovala jako lékárnice. Její bratři po studiích odešli studovat do Německa. V roce 1945 byl dům zasažen leteckou pumou, ale již za dva roky byl zcela opraven. Po válce Juliana opustila zemi, kvůli odsunu Němců. Po únoru 1948 se honosné vily továrníků v ulici využívaly státní podniky, ale malá a svým umístěním nepraktická Lindnerova vila byla rozdělena na dva byty a pronajata. Později byla předána do majetku nájemníků.
Vila byla obývaná do začátku 90. let 20. století. Poté byla dána k prodeji za 400 tisíc korun. Následně však přestala být z neznámých důvodů udržována a postupně začala výrazně chátrat. Degradaci urychlili sběrači kovů a bezdomovci. V roce 2019 se na katastru nemovitostí objevil exekuční příkaz k prodeji nemovitosti. Jako majitel byla uvedena firma Czechconsult ČR, jejímž jediným majitelem byl německý občan Klaus Paul Willi Göbel. V roce 2022 vilu zakoupila společnost Apartmány Stožec s.r.o., která ji znovu nabídla k prodeji s možností zbourání, protože vila není památkově chráněná.
Komise NPÚ v roce 2023 nedoporučila zahájení řízení o prohlášení Lindnerovy vily kulturní památkou s odůvodněním, že havarijní stav je příliš pokročilý a vila by hypotetickou rekonstrukcí přišla o většinu detailů a tím i o autenticitu.

## Popis

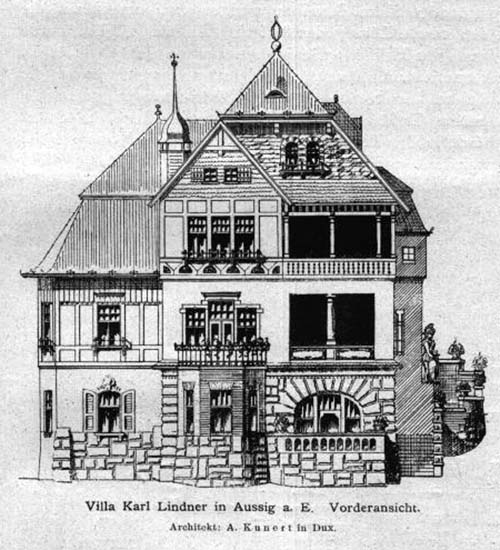
Lindnerova vila ve Wiener Bauindustrie-Zeitung (1908)

Dům se nachází ve svažitém terénu na náspu na úzké parcele. Přístup z ulice Čajkovského je po schodech v mezeře v náspu. Suterén vily je částečně zapuštěný do terénu, kde se nacházel malý byt pro služku. V horních dvou patrech se nacházelo bydlení pro pětičlennou rodinu. Vzhled domu vycházel z módních vlivů, které byly populární v době vzniku. Každé patro nese jiný styl – suterén je z pohledového kamene a cihel, přízemí má na svou dobu moderně horizontálně strukturovanou omítku a horní patro zdobí terasa s imitací hrázděného zdiva a střecha byla zdobena rustikálními detaily.